# 六角時信
六角時信或佐佐木時信（日语：／ Rokkaku Tokinobu/Sasaki Tokinabu，1306年—1346年9月17日）是日本鎌倉時代末期至南北朝時代武將、守護大名，近江守護，佐佐木氏嫡流六角氏第3代家督，父親是佐佐木賴綱。

## 生涯
時信的長兄六角賴明被廢嫡，其他兄長又早死，因此他在延慶3年（1311年）父親佐佐木賴綱死後繼任家督，成為近江守護。正和3年（1314年），時信元服。
時信與朝廷的關係深厚，在元德2年（1330年），後醍醐天皇行幸於石清水八幡宮擔任橋渡，其後在元弘元年（1331年）爆發的元弘之亂中靠攏鎌倉幕府，在同年8月於近江唐崎與支持後醍醐天皇的延曆寺僧眾期交戰但不敵，後來後醍醐天皇在笠置山（現京都府相樂郡笠置町）舉兵，時信從山門東坂本出兵，匯合六波羅探題軍一同在笠置山之戰攻擊後醍醐天皇軍。戰後，時信負責扣留後醍醐天皇之子尊良親王。
元弘3年（1333年），後醍醐天皇被流放後，時信在攝津天王寺（現大阪府大阪市天王寺區）鎮壓反對勢力。可是，當六波羅探題被靠攏天皇的足利尊氏攻陷後，時信誤接探題北條仲時在近江戰死的消息而投降。
幕府滅亡後，時信在建武新政下出任雜訴決斷所的奉行和南海道的七番局。其後，尊氏叛變後，時信亦跟隨，但是室町幕府近江守護的職位一度落入庶流京極氏家督佐佐木道譽手中。其後，時信出家，並且將家督之位讓給兒子六角氏賴，在興國7年或貞和2年8月26日（1346年9月17日）死去，享年41歲。